# (14790) Beletskij
(14790) Beletskij – planetoida z grupy pasa głównego asteroid okrążająca Słońce w ciągu 4 lat i 155 dni w średniej odległości 2,69 j.a. Została odkryta 30 lipca 1970 roku przez Tamarę Smirnową. Przed nadaniem nazwy planetoida nosiła oznacznie tymczasowe (14790) 1970 OF.